# Margherita Cogo

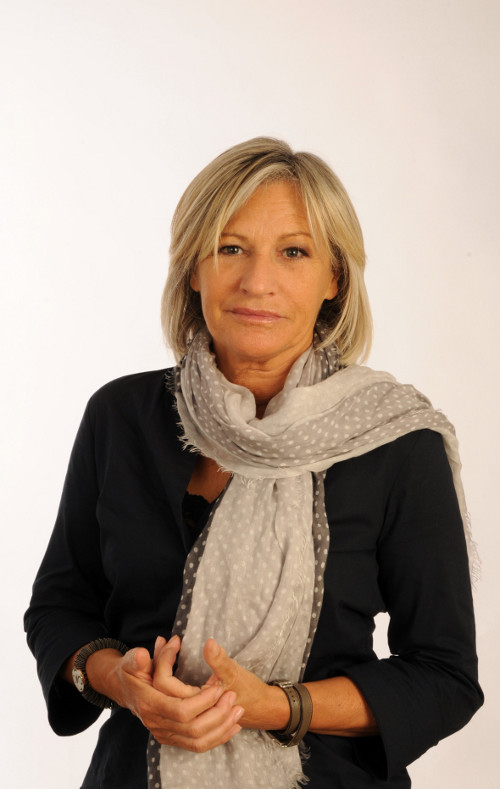
Margherita Cogo

Margherita Cogo (* 2. Oktober 1951 in Tione) ist eine italienische Politikerin.
Nach ihrem Studium der Philosophie an der Universität Padua arbeitete sie einige Zeit lang als Lehrerin. 1985 wurde sie für den PSI in den Gemeinderat ihres Heimatortes Tione gewählt. 1990 wurde sie wiedergewählt, diesmal als Kandidatin einer Bürgerliste, und 1993 erlangte sie mit Hilfe der Mitte-links-Mehrheit das Amt der Bürgermeisterin. 1995 wurde sie in ihrem Amt bestätigt.
Im Jahr 1998 wurde sie für die Democratici di Sinistra in den Regionalrat gewählt, 1999 wurde sie von der Mehrheit der Mitte-links-Parteien, der Autonomisten (Partito Autonomista Trentino Tirolese) und der SVP zur Präsidentin der Region Trentino-Südtirol und damit Vorsitzenden der Regionalregierung gekürt. Dieses Amt übte sie bis 2002 aus.
Bei den Landtagswahlen 2003 wiedergewählt wurde sie zur Vizepräsidentin des Trentino sowie in der Landesregierung Assessorin für Kultur. Im Jahr 2008 konnte Cogo erneut ein Mandat für den Trentiner Landtag erringen, diesmal für den Partito Democratico. Von 2009 bis 2011 war sie als Assessorin Mitglied der Regionalregierung von Trentino-Südtirol.
| Personendaten    | Personendaten            |
| ---------------- | ------------------------ |
| NAME             | Cogo, Margherita         |
| KURZBESCHREIBUNG | italienische Politikerin |
| GEBURTSDATUM     | 2. Oktober 1951          |
| GEBURTSORT       | Tione                    |